# 南川泰三
南川 泰三（みなみかわ たいぞう、1943年12月3日 - ）は、日本の脚本家。大阪府出身。1968年（昭和43年）3月、日本大学芸術学部文芸学科卒業。同大学院中退。
日本放送作家協会理事、文化庁芸術祭賞審査員を務める。

## 主な作品

### テレビドラマ
- ばあちゃんの星（TBS）
- 花吹雪はしご一家（TBS）
- ムツゴロウ少年記（関西テレビ）
- マイ・ソウル・エクスプレスI・II（テレビ大阪）

### ドキュメンタリー
NHK
- 一本のローソクから…カンボジアの小さなともしび

フジテレビ系
- 「ムツゴロウとゆかいな仲間たち」シリーズ86本
- 生きている中国原人
- ドキュメント日本人「ベトナムから来た日本人母娘」
- 壁のない小学校
- 「運命を変えたもう一枚のビザ」4,500人のユダヤ人を救った日本人
- 大家族スペシャル 届け天国の母ちゃんへ
- 死と偏見の狭間で〜あるエイズキャリア女性の場合〜
- なんてったって好奇心
  - 「介助犬ブルース誕生物語」
  - 「新・知床旅情」
- 小椋佳物語〜51歳の旅立ち
- 北限の猿〜A2-84群
- NONFIX
  - 「さらば道頓掘劇場」
  - 「アイデンティティ・クライシス」
- 花王ファミリースペシャル「筒井道隆ヒマラヤをゆく」（関西テレビ）
- ルパング島・小野田寛朗の50年
- ヨット世界一周藤村さんの記録
- 感動エクスプレス「息子よこれがアフリカだ!」
- 木村太郎の地球報告」
- 発表!第八回FNSドキュメンタリー大賞
- 北限に生きる〜下北半島 ニホンザルの12年〜

日本テレビ系
- Time21
  - 「みなし子モンちゃんは保育園児」（動物愛護総理大臣賞）
  - 「特別少年院〜非行を断ち切る戦いの日々」
  - 「熱帯雨林の昆虫たち」
  - 「京都、老舗の女将シリーズ」
  - 「総料理長・ムッシュ小野は豆腐がお好き!?」
  - 「ラーメン屋本日開店!脱サラ父さん29才の出発」
  - 「巨大チェーン店の仕事師たち」
  - 「モーレツ弁当屋の仕事師たち」
  - 「51歳の挑戦〜タクシー運転手への道〜」
  - 「伏見の造り酒屋の生活」
- 動物スクランブル
- 土曜ロータリー「都会の温泉本日開店」
- NNN Newsリアルタイム「リアル特集」

テレビ朝日系
- うたの旅人（BS朝日、2009年6月 - ）
- ガン戦争
- スペシャル企画・女ひとり旅
- 水曜スーパーキャスト「究極!日本のお金持ち」
- 素敵にドキュメント（朝日放送）
  - 「巨大予備校の舞台裏」
  - 「日本の葬儀」
  - 「知られざる巨大税務署」
  - 「巨大温泉旅館の舞台裏」
- ザ・スーパーサンデー
  - 「犬と猫の隠された生活」
  - 「日本の旧家のビックリ大家宝」
- リゾート暮らし体験バスツアー (1)-(7)
- 徳山ダム50年の軌跡（BS朝日、2007年）

TBS系
- ギミア・ぶれいく
  - 「韓国日本人妻 その後のナザレ園」
- THE・プレゼンター
  - 「三宅裕司の東京の大家族シリーズ(8)」
  - 「橋本聖子、アフリカ激走700キロ」
- いい旅・日本
- 「桐野夏生サスペンス上海紀行〜失踪した大伯父を追う」（BS-i）

テレビ東京系
- 土曜スペシャル「これがこだわり職人だ」シリーズ(8)
- 日本人の源流シリーズ
  - 「秘境ヒマラヤ 精霊と生きる家族たち〜幻のナガランド〜」（月間ギャラクシー賞）
  - 「ヒマラヤの秘境・ブータン王国」
  - 「ヒマラヤ最東端・秘境に生きる女たち」
  - 「ヒマラヤが燃えた夏・少女が見ていた大いなる祭」（ギャラクシー奨励賞）
- 命の北極圏〜白くじらたちの大いなる四季
- 大自然の名優たち〜知られざる七つの動物物語〜
- 天空の大河ガンガー
- 暴れ龍・揚子江
- 火曜ゴールデンワイド「女性調教師物語」（ギャラクシー月間賞）
- ドキュメンタリー人間劇場「娘よ!〜大道芸人父娘放浪の旅〜」
- キャノンスペシャル「ヒマラヤの小さな瞳」
- 絶滅動物を救え〜DNAプロジェクト
- 英雄伝説ナポレオンの道

#### ローカル局
- ドキュメント赤井英和（関西テレビ）
- 産声が聞こえた（テレビ静岡、民放祭優秀賞）
- 中国ティーロードをゆく（テレビ静岡）
- 日中共同制作 中国・大遼河三部作（富山テレビ、アジア映像祭優秀賞）中国遼寧省より栄誉状を受ける。
- 奥尻島、この島がぼくの家（北海道文化放送、FNSドキュメンタリー大賞優秀賞）
- 風の舞う谷〜クマタカ親子の900日（テレビ新広島）
- 福井発小さな嵐〜選挙を変えるボランティア軍団（福井テレビ）
- 怒りの海〜越前カニ漁の光と影（福井テレビ、世界テレビ映像祭地球の未来賞）
- 報道24時「子育てママの選挙奮戦記」（テレビ静岡）
- イーちゃんの白い杖〜100年目の盲学校（テレビ静岡、FNSドキュメンタリー大賞特別賞）
- 「体感!ユーラシア大陸ひとり旅」シリーズ29本（名古屋テレビ）
- ドキュメント 報告「元気の家」から（福井テレビ）
- 未来の子供たちスペシャル（TVQ九州放送）
- 近松門左衛門の真実（読売テレビ）
- ハンセン病迷宮の百年〜医師たちの光と影（2007年、テレビ熊本）
- 栗城です!行ってきます（2007年、北海道文化放送）

### 構成
- おたのしみグランドホール（NHK）
- 11PM（日本テレビ）構成
- ナイスディ（フジテレビ）企画・構成
- こんにちは2時（テレビ朝日）構成
- やりくりクイズ（フジテレビ）企画・構成
- なんでもベスト10（フジテレビ）企画・構成
- カンカンガク学（日本テレビ）構成
- なんでも逆回転（フジテレビ）
- クイズ世にもゆかいな動物たち（テレビ新広島）
- 渡辺徹の天才発見伝（テレビ新広島）
- 所さんのもしも突撃隊!!（テレビ東京）企画・構成
- 鳥越さん家の大忘年会（テレビ朝日、2000年12月）
- 世紀末大掃除隊がゆく!（テレビ朝日、2000年12月）

### 戯曲
- 田中さんは娼婦です（劇団創造公演）
- はらみてこそ恋の黄昏
- 御婆山のもののけたち
- 雪女乱れの徒花
- 万年露を訪ねて来た女（下北沢 劇小劇場公演）
- ローズマリーにようこそ
- ぱらだいすホーム（未発表）

### 出演番組
- 若い広場（NHK）
- ドキュメンタリー青春「英雄待望の時代」（テレビ東京）
- 野人は生きている（フジテレビ）レポーター
- 耳コミランチタイム「中国取材レポート」（TBSラジオ）
- 週刊フジテレビ批評（フジテレビ）ゲスト

### イベント構成
- 科学万博「みどり館」（映像企画）
- 「子猫物語」（企画ブレーン・構成）
- 「コミュニケーションカーニバル 夢工場'87」（企画ブレーン）
- 「壱岐国弥生まつり2008」

### 著作
- 「小さな棺〜子捨て子殺しの系譜」（ブロンズ社）
- 「ソロモンデビルは御機嫌ななめ」（永岡書店）
- 「野人は生きている」（サンケイ出版）
- 「男の悪知恵」（弘済堂出版）
- 「玉撞き屋の千代さん」（2001年、集英社）
- 「真実〜日中、二つの国の天と地」（李珍・著、日本語版執筆、講談社）
- 「久世塾」（共同執筆、2007年、平凡社）
- 「グッバイ艶」（2011年、幻冬舎）